# Daniel Merriweather
Daniel Paul Merriweather (17 de febrero de 1982 en Melbourne, Australia) es un cantante y compositor australiano de R&B. Después de algunas exitosas colaboraciones con productores como Mark Ronson, lanzó su primer álbum discográfico titulado, Love & War, en junio de 2009 debutando en el segundo lugar de la lista de álbumes del Reino Unido.

## Biografía

### Música
Su primera grabación lanzada comercialmente fue como colaborador en la canción "All I Want". esto fue seguido en una colaboración del DJ/Productor musical Mark Ronson en la canción Here Comes the Fuzz del álbum ("She's Got Me") en el 2003. Su primer sencillo en solitario titulado "City Rules" (producido por Ronson junto con toques de rap del cantante neoyorquino Saigon) seguido en el 2004 con la canción "She's Got Me" lanzada como segundo sencillo. Durante sus inicios sus canciones no tuvieron gran repercusión comercial, sin embargo ambas canciones consiguieron sonar en discos, clubes y círculos sociales en Australia; incluso ganó varios premios en dicho país(). En el 2005 coescribió y coprodujo junto con un amigo el rapero Phrase el álbum debut de este último Talk With Force; y también en tres canciones incluyendo el sencillo "Catch Phrase". Su colaboración del 2007 en el álbum de Ronson Version, precisamente en la canción "Stop Me", obtuvo gran éxito comercial en el Reino Unido.
El primer álbum discográfico de Daniel titulado Love & War fue lanzado oficialmente en junio de 2009, alcanzando el puesto #2 entre los discos más vendidos en Gran Bretaña. El álbum incluye el exitoso sencillo "Change" y "Red", ambos alcanzando los primeros puestos de los más sonados.
Daniel cita a Stevie Wonder, Prince, Jeff Buckley y Herbie Hancock como sus mayores influencias musicales.

### Vida privada
Creció en la ciudad de Melbourne, Australia. Actualmente divide su tiempo entre Nueva York, y Londres.

## Discografía

### Álbumes
- The Fifth Season (2006)
- Love and War (2009)

### Sencillos
| Año  | Título                          | Mejor posición en listas | Mejor posición en listas | Mejor posición en listas | Álbum              |
| Año  | Título                          | AUS                      | IRL                      | UK                       | Álbum              |
| ---- | ------------------------------- | ------------------------ | ------------------------ | ------------------------ | ------------------ |
| 2004 | "City Rules" (con Saigon)       | 76                       | —                        | —                        | Sencillo sin álbum |
| 2004 | "She's Got Me"                  | 69                       | —                        | —                        | Sencillo sin álbum |
| 2009 | "Change"                        | 41                       | 55                       | 8                        | Love & War         |
| 2009 | "Red"                           | 65                       | 9                        | 5                        | Love & War         |
| 2009 | "Impossible"                    | —                        | —                        | 67                       | Love & War         |
| 2009 | "Water and a Flame" (con Adele) | —                        | —                        | 180                      | Love & War         |

### Colaboraciones con otros artistas
| Año  | Título                                              | Mejor posición en listas | Mejor posición en listas | Mejor posición en listas | Álbum                 |
| Año  | Título                                              | AUS                      | IRL                      | UK                       | Álbum                 |
| ---- | --------------------------------------------------- | ------------------------ | ------------------------ | ------------------------ | --------------------- |
| 2006 | "Catch Phrase" (Phrase con Daniel Merriweather)     | —                        | —                        | —                        | Talk with Force       |
| 2007 | "Stop Me" (Mark Ronson con Daniel Merriweather)     | —                        | 38                       | 2                        | Version               |
| 2008 | "Cash In My Pocket" (Wiley con Daniel Merriweather) | —                        | —                        | 18                       | See Clear Now         |
| 2012 | "I Never" (The Bamboos con Daniel Merriweather)     | —                        | —                        | —                        | Medicine Man          |
| 2012 | "Simple Man" (Diafrix con Daniel Merriweather)      | —                        | —                        | —                        | Pocket Full of Dreams |

## Premios
| Año  | Premio                  | Categoría                          | Título         | Resultado |
| ---- | ----------------------- | ---------------------------------- | -------------- | --------- |
| 2004 | ARIA Awards             | Mejor lanzamiento Urban            | "City Rules"   | Nominado  |
| 2005 | APRA Awards             | Intérprete de lanzamiento de dance | "City Rules"   | Ganador   |
| 2005 | ARIA Awards             | Mejor lanzamiento Urban            | "She's Got Me" | Ganador   |
| 2009 | ARIA Awards             | Mejor artista masculino            |                | Ganador   |
| 2009 | MTV Europe Music Awards | Mejor Artista Nuevo                |                | Nominado  |
| 2009 | GQ Australia Awards     | Revelación del año                 |                | Ganador   |
| 2010 | APRA Awards             | Compositor revelación del año      |                | Nominado  |